# Just Bačar
Just Bačar, slovenski zdravnik, * 2. november 1883, Ajdovščina, † 23. avgust 1941, Maribor.

## Življenje in delo
Rodil se je v kmečki družini očetu Janezu in materi Frančiški (rojena Štrancar). Doktoriral je 1911 na  medicinski fakulteti dunajske univerze in bil imenovan za sekundarija v deželni umobolnici v Gorici. V 1. balkanski vojni je bil zdravnik v srbski vojski, nato do 1929 privatni zdravnik v Gorici. Zaradi pritiska fašistov je emigriral v Kraljevino Jugoslavijo in delal v Radizelu. Bolnega za tuberkolozo so ga Nemci 1941 zaprli, kjer je v ječi tudi umrl.
Na Goriškem se je ukvarjal z zdravstveno vzgojo. Pisal je zdravstvene članke in jih objavljal v listih Veda, Soča, Naš glas. Njegovo najobsežnejše delo je nekaka zdravstvena enciklopedija Zdravje in bolezen v domači hiši; napisal je le 2 zvezka, njegovo delo pa je nadaljeval Josip Potrata.